# Боски (Ређо Емилија)
Боски (итал. Boschi) је насеље у Италији у округу Ређо Емилија, региону Емилија-Ромања.
Према процени из 2011. у насељу је живело 61 становника. Насеље се налази на надморској висини од 19 м.